# Charaxes
Charaxes es un gran género de lepidópteros de la familia Nymphalidae. Está constituido por mariposas tropicales del Viejo Mundo,  con la mayor diversidad en los bosques húmedos cercanos al océano Índico, desde África a  Indonesia.

## Descripción
Especie tipo  Papilio jasius Linnaeus, 1767.

## Diversidad
Existen 193 especies reconocidas en el género, 169 de ellas tienen distribución afrotropical y el resto se encuentran en la región indomalaya y Australia.

## Plantas hospederas
Las especies del género Charaxes se alimentan de plantas de las familias Fabaceae, Rhamnaceae, Sapindaceae, Melianthaceae, Euphorbiaceae, Poaceae, Meliaceae, Ochnaceae, Rutaceae, Lauraceae, Annonaceae, Malvaceae, Celastraceae, Ulmaceae, Verbenaceae, Iridaceae, Acanthaceae, Linaceae, Clusiaceae, Irvingiaceae, Ericaceae, Myrtaceae, Proteaceae, Araliaceae, Erythroxylaceae, Ebenaceae, Santalaceae, Salvadoraceae, Dichapetalaceae, Marantaceae, Connaraceae, Polygalaceae, Anacardiaceae, Scrophulariaceae, Salicaceae, Magnoliaceae y Rubiaceae. La amplia lista de plantas hospederas reportadas incluyen al menos 181 géneros diferentes.

## Especies
Relación de especies.
| - Charaxes ablutus - Charaxes abruptus - Charaxes abyssinicus - Charaxes achaemenes - Charaxes achaemenesopsis - Charaxes acolus - Charaxes acraeoides - Charaxes adamsoni - Charaxes adelinae - Charaxes adusta - Charaxes aequidistans - Charaxes aeson - Charaxes aesonius - Charaxes affinis - Charaxes agabo - Charaxes aginga - Charaxes agna - Charaxes ajax - Charaxes alberici - Charaxes albifascia - Charaxes albimacula - Charaxes albipuncta - Charaxes albocaerulea - Charaxes albofascia - Charaxes alcimede - Charaxes alcyone - Charaxes alicea - Charaxes alladinis - Charaxes alladinoides - Charaxes alpinus - Charaxes alticola - Charaxes amasia - Charaxes amaurus - Charaxes ameliae - Charaxes amelina - Charaxes amycus - Charaxes analava - Charaxes analeuca - Charaxes andara - Charaxes andranodorus - Charaxes andriba - Charaxes angusticaudatus - Charaxes angusticlavius - Charaxes angustus - Charaxes ansorgei - Charaxes antamboulou - Charaxes antanala - Charaxes anticlea - Charaxes antiqua - Charaxes antiquus - Charaxes antonius - Charaxes apicalis - Charaxes arabica - Charaxes ardjasanus - Charaxes argynnides - Charaxes aristogiton - Charaxes artemis - Charaxes arthuri - Charaxes aruanus - Charaxes atlantica - Charaxes aubhuri - Charaxes aubyni - Charaxes aurantiaca - Charaxes aurantimacula - Charaxes australis - Charaxes azota - Charaxes babingtoni - Charaxes bachmetjevi - Charaxes baileyi - Charaxes bajula - Charaxes balfourii - Charaxes baliensis - Charaxes baringana - Charaxes barnsi - Charaxes basilisae - Charaxes basiviridis - Charaxes baumanni - Charaxes bavenda - Charaxes baya - Charaxes bayanii - Charaxes bebra - Charaxes bellus - Charaxes beni - Charaxes berkeleyi - Charaxes bernardiana - Charaxes bernardii - Charaxes bernardus - Charaxes betanimena - Charaxes betsimisaraka - Charaxes bifida - Charaxes biinclinata - Charaxes bipunctatus - Charaxes blachieri - Charaxes blanda - Charaxes bocqueti - Charaxes bohemani - Charaxes borneensis - Charaxes boueti - Charaxes bouringi - Charaxes brainei - Charaxes brennus - Charaxes brevicauda - Charaxes brevicaudatus - Charaxes brunnescens - Charaxes brunneus - Charaxes brutus - Charaxes bubastis - Charaxes bugense - Charaxes bupalus - Charaxes burgessi - Charaxes burtti - Charaxes butleri - Charaxes bwamba - Charaxes cabacus - Charaxes cacuthis - Charaxes caerulea - Charaxes caeruleotincta - Charaxes caerulescens - Charaxes cajus - Charaxes caliginosa - Charaxes calliclea - Charaxes cameroonensis - Charaxes camulus - Charaxes candida - Charaxes candiope - Charaxes capensis - Charaxes carolus - Charaxes carpenteri - Charaxes carteri - Charaxes castor - Charaxes castoris - Charaxes castoroides - Charaxes catachrous - Charaxes catenaria - Charaxes catenarius - Charaxes catulus - Charaxes cedreatis - Charaxes centralis - Charaxes cerynthus - Charaxes chanleri - Charaxes chepalungu - Charaxes chintechi - Charaxes chiron - Charaxes chittyi - Charaxes chloroticus - Charaxes cimon - Charaxes cimonides - Charaxes cinadon - Charaxes cithaeron - Charaxes cithaeronoides - Charaxes citrinella - Charaxes cizeyi - Charaxes claudei - Charaxes comoranus - Charaxes congdoni - Charaxes conjugens - Charaxes conjuncta - Charaxes connectens - Charaxes contrarius - Charaxes corax - Charaxes coryndoni - Charaxes cottrelli - Charaxes couilloudi - Charaxes cowani - Charaxes crepax - Charaxes cryanae - Charaxes cunctator - Charaxes cupropurpurea - Charaxes cyanescens - Charaxes cybistia - Charaxes cymo - Charaxes cynthia - Charaxes cytila - Charaxes daemoniacus - Charaxes daria - Charaxes dealbata - Charaxes demaculata - Charaxes demonax - Charaxes depuncta - Charaxes desa - Charaxes desmondi - Charaxes dewitzi - Charaxes diana - Charaxes didingensis - Charaxes dilutus - Charaxes discipicta - Charaxes distanti - Charaxes diversiforma - Charaxes dohertyi - Charaxes doubledayi - Charaxes draconis - Charaxes dreuxi - Charaxes druceanus - Charaxes dubiosus - Charaxes dummeri - Charaxes dunkeli - Charaxes durnfordi - Charaxes dux - Charaxes dyscrita - Charaxes echo - Charaxes ecketti - Charaxes ehmckei - Charaxes elatias - Charaxes elgonae - Charaxes elwesi - Charaxes enganicus - Charaxes entabeni - Charaxes ephyra - Charaxes epifabius - Charaxes epijasioides - Charaxes epijasius - Charaxes epilais - Charaxes erithalion - Charaxes erythraea - Charaxes etesipe - Charaxes ethalion - Charaxes ethalionoides - Charaxes etheocles - Charaxes etheoclessa - Charaxes etheta - Charaxes eudoxus - Charaxes eupale - Charaxes euphanes - Charaxes euriale - Charaxes eurialus - Charaxes europaeus - Charaxes evansi - Charaxes everetti - Charaxes evoei - Charaxes fabius - Charaxes falcata - Charaxes fallax - Charaxes faroensis - Charaxes fasciatus - Charaxes feisthameli | - Charaxes fervens - Charaxes figinii - Charaxes fionae - Charaxes firmus - Charaxes flavescens - Charaxes flavifasciatus - Charaxes flavimarginalis - Charaxes flavomarginatus - Charaxes flavus - Charaxes florensis - Charaxes foklinae - Charaxes forcipigerans - Charaxes fournierae - Charaxes fractifascia - Charaxes franouxi - Charaxes freyi - Charaxes fulgens - Charaxes fulgurata - Charaxes fuscus - Charaxes gabonica - Charaxes galawadiwosi - Charaxes galba - Charaxes gallagheri - Charaxes gallayi - Charaxes ganalensis - Charaxes gazanus - Charaxes geminus - Charaxes genovefae - Charaxes georgius - Charaxes geraldi - Charaxes gerdae - Charaxes ghanaensis - Charaxes gigantea - Charaxes giselae - Charaxes godarti - Charaxes gordoni - Charaxes grahamei - Charaxes griseus - Charaxes guderiana - Charaxes guineensis - Charaxes hadrianus - Charaxes hageni - Charaxes hamatus - Charaxes hamulosa - Charaxes handari - Charaxes hannibal - Charaxes hansalii - Charaxes harmodius - Charaxes harpagon - Charaxes harpax - Charaxes harrisoni - Charaxes helgae - Charaxes hermana - Charaxes hierax - Charaxes hildebrandtii - Charaxes hindia - Charaxes hipponax - Charaxes hollandii - Charaxes homerus - Charaxes homeyeri - Charaxes homochroa - Charaxes homonymus - Charaxes horatianus - Charaxes horatius - Charaxes howardi - Charaxes howarthi - Charaxes hysginus - Charaxes illuminata - Charaxes imitans - Charaxes imitatrix - Charaxes imna - Charaxes imperialis - Charaxes indefinita - Charaxes inexpectata - Charaxes infernus - Charaxes infraconfluens - Charaxes inopinatus - Charaxes inornata - Charaxes instabilis - Charaxes intermedia - Charaxes intermedius - Charaxes interposita - Charaxes iocaste - Charaxes isabellae - Charaxes jacksoni - Charaxes jacksonianus - Charaxes jahlusa - Charaxes jalinder - Charaxes jasius - Charaxes jason - Charaxes jeromei - Charaxes joanae - Charaxes jocaste - Charaxes johnsoni - Charaxes jordani - Charaxes junius - Charaxes kafakumbana - Charaxes kagera - Charaxes kahldeni - Charaxes kahruba - Charaxes karkloof - Charaxes katangae - Charaxes katangensis - Charaxes katerae - Charaxes kennethi - Charaxes kenwayi - Charaxes kenyae - Charaxes kenyensis - Charaxes khasianus - Charaxes kheili - Charaxes khimalara - Charaxes kiellandi - Charaxes kigeziensis - Charaxes kigoma - Charaxes kikuyuensis - Charaxes kilimanjarica - Charaxes kilimensis - Charaxes kinduana - Charaxes kirki - Charaxes kirkoides - Charaxes kissericus - Charaxes kitungolensis - Charaxes kivuanus - Charaxes kulal - Charaxes kulalensis - Charaxes kungwensis - Charaxes lacteata - Charaxes lactetinctus - Charaxes lambertoni - Charaxes lampedo - Charaxes laodice - Charaxes lasti - Charaxes laticatena - Charaxes laticinctus - Charaxes latimargo - Charaxes latona - Charaxes layardi - Charaxes lecerfi - Charaxes lemosi - Charaxes lenis - Charaxes leoninus - Charaxes leopoldi - Charaxes leto - Charaxes levicki - Charaxes liberiae - Charaxes lichas - Charaxes limboexstans - Charaxes littoralis - Charaxes loandae - Charaxes lucida - Charaxes lucretius - Charaxes ludovici - Charaxes lugari - Charaxes luminosa - Charaxes lunawara - Charaxes lunigera - Charaxes luscius - Charaxes lutacea - Charaxes lutea - Charaxes lycurgus - Charaxes lydiae - Charaxes lysianassa - Charaxes macclounii - Charaxes maculata - Charaxes maculatus - Charaxes madensis - Charaxes mafuga - Charaxes mafugensis - Charaxes mahawedi - Charaxes major - Charaxes malvacea - Charaxes mangolianus - Charaxes manica - Charaxes marcia - Charaxes margaretae - Charaxes marginatus - Charaxes marginepunctata - Charaxes marica - Charaxes marieps - Charaxes maritima - Charaxes marmax - Charaxes mars - Charaxes marsabitensis - Charaxes martini - Charaxes martinus - Charaxes masaba - Charaxes maudei - Charaxes maura - Charaxes mawamba - Charaxes maximus - Charaxes mechovi - Charaxes melas - Charaxes melloni - Charaxes merguia - Charaxes meridionalis - Charaxes meru - Charaxes metu - Charaxes metzgeri - Charaxes michelae - Charaxes midas - Charaxes mima - Charaxes minor - Charaxes mitchelli - Charaxes mitschkei - Charaxes mixtus - Charaxes moerens - Charaxes monteiri - Charaxes monticola - Charaxes montis - Charaxes mukuyu - Charaxes murina - Charaxes mutschatschana - Charaxes mycerina - Charaxes myron - Charaxes nagaensis - Charaxes naganum - Charaxes nairobicus - Charaxes nandina - Charaxes natalensis - Charaxes nausicaa - Charaxes neanthes - Charaxes nebularum - Charaxes negrosensis - Charaxes nesaea - Charaxes nesiope - Charaxes neumanni - Charaxes ngonga - Charaxes nichetes - Charaxes nicholii - Charaxes nigrescens - Charaxes nigropunctata - Charaxes nisus - Charaxes nitebis | - Charaxes nobilis - Charaxes northcotti - Charaxes nothodes - Charaxes numenes - Charaxes nyanzae - Charaxes nyasae - Charaxes nyasana - Charaxes nyika - Charaxes nyikensis - Charaxes nzoia - Charaxes obscura - Charaxes obscuratus - Charaxes obsolescens - Charaxes obsoleta - Charaxes obudoensis - Charaxes occidens - Charaxes occidentalis - Charaxes ocellatus - Charaxes ochracea - Charaxes ochreata - Charaxes ochrefascia - Charaxes ochremaculata - Charaxes ochreomacula - Charaxes ochretincta - Charaxes octavus - Charaxes odysseus - Charaxes ogovensis - Charaxes ombiranus - Charaxes ongeus - Charaxes opinatus - Charaxes orchomenus - Charaxes orientalis - Charaxes orilus - Charaxes othello - Charaxes overlaeti - Charaxes pagenstecheri - Charaxes pallicimacula - Charaxes pallida - Charaxes pallidior - Charaxes pantherinus - Charaxes paphianus - Charaxes papuensis - Charaxes paradoxa - Charaxes parafervens - Charaxes paraperpullus - Charaxes parcepicta - Charaxes paris - Charaxes parmenion - Charaxes parvicaudatus - Charaxes patergodarti - Charaxes patrizii - Charaxes pauciventata - Charaxes pauliani - Charaxes peculiaris - Charaxes pelias - Charaxes pelopia - Charaxes pemba - Charaxes pembanus - Charaxes penningtoni - Charaxes penricei - Charaxes peridoneus - Charaxes perpullus - Charaxes petersi - Charaxes phaeacus - Charaxes phaeus - Charaxes phanera - Charaxes philopator - Charaxes philosarcus - Charaxes phlegmone - Charaxes phlegonotis - Charaxes phoebus - Charaxes phraortes - Charaxes picta - Charaxes plateni - Charaxes pleione - Charaxes pleistoanax - Charaxes plutus - Charaxes pollussa - Charaxes pollux - Charaxes polyxena - Charaxes olyxo - Charaxes pondoensis - Charaxes porthos - Charaxes praestantius - Charaxes primitiva - Charaxes princeps - Charaxes proadusta - Charaxes propinqua - Charaxes protocedreatis - Charaxes protoclea - Charaxes protokirki - Charaxes protomanica - Charaxes protonothodes - Charaxes proximans - Charaxes psaphon - Charaxes pseudobohemani - Charaxes pseudocarpenteri - Charaxes pseudofervens - Charaxes pseudomanica - Charaxes pseudophaeus - Charaxes pseudorosae - Charaxes pseudosmaragdalis - Charaxes purpurea - Charaxes purpurina - Charaxes pythodoris - Charaxes rabaiensis - Charaxes ragazzii - Charaxes raidhaka - Charaxes rectans - Charaxes reducta - Charaxes regalis - Charaxes regius - Charaxes reimeri - Charaxes relatus - Charaxes renati - Charaxes repetitus - Charaxes rex - Charaxes rhea - Charaxes richelmanni - Charaxes rogersi - Charaxes rosae - Charaxes rosea - Charaxes rosella - Charaxes rosemariae - Charaxes rossa - Charaxes rougeoti - Charaxes ruandana - Charaxes rubescens - Charaxes rwandensis - Charaxes rydoni - Charaxes sabulosus - Charaxes sambavanus - Charaxes saturnalis - Charaxes saturnus - Charaxes schoutedeni - Charaxes schultzei - Charaxes scylax - Charaxes selousi - Charaxes septentrionalis - Charaxes serendiba - Charaxes seriata - Charaxes severus - Charaxes sidamo - Charaxes sinensis - Charaxes sinuosa - Charaxes smaragdalis - Charaxes solon - Charaxes somalicus - Charaxes sorianoi - Charaxes splendens - Charaxes spoliata - Charaxes spoliatus - Charaxes staudingeri - Charaxes stephanus - Charaxes stevensoni - Charaxes subalbescens - Charaxes subargentea - Charaxes subcaerulea - Charaxes subornatus - Charaxes subpallida - Charaxes suk - Charaxes sulaensis - Charaxes sulphureus - Charaxes sumatranus - Charaxes sumbanus - Charaxes superbus - Charaxes suppressa - Charaxes swynnertoni - Charaxes talagugae - Charaxes tanganika - Charaxes tanganyikae - Charaxes taverniersi - Charaxes tavetensis - Charaxes tectonis - Charaxes teita - Charaxes tenuis - Charaxes theobaldo - Charaxes theresae - Charaxes thersander - Charaxes thespius - Charaxes thomasius - Charaxes thurius - Charaxes thyestes - Charaxes thysii - Charaxes tilli - Charaxes tiridates - Charaxes tiridatinus - Charaxes toro - Charaxes toyoshimai - Charaxes tricolor - Charaxes tristis - Charaxes turlini - Charaxes ufipa - Charaxes unedonis - Charaxes ungemachi - Charaxes uniformis - Charaxes upembana - Charaxes usambarae - Charaxes vandepolli - Charaxes vansomereni - Charaxes vansoni - Charaxes vansonoides - Charaxes varanes - Charaxes varenius - Charaxes variata - Charaxes velox - Charaxes vetula - Charaxes victoriaeincola - Charaxes viettei - Charaxes viola - Charaxes violacea - Charaxes violetta - Charaxes violitincta - Charaxes viridicaerulea - Charaxes viridicostatus - Charaxes viridis - Charaxes virilis - Charaxes vumbui - Charaxes wallacei - Charaxes watti - Charaxes wbrunnea - Charaxes wernickei - Charaxes wetterensis - Charaxes whytei - Charaxes wincka - Charaxes woodi - Charaxes xiphares - Charaxes zambiae - Charaxes zelica - Charaxes zephyrus - Charaxes zinjense - Charaxes zoippus - Charaxes zoolina |